# Presepe genovese
(Henry Haubert, Città e genti d'Italia)

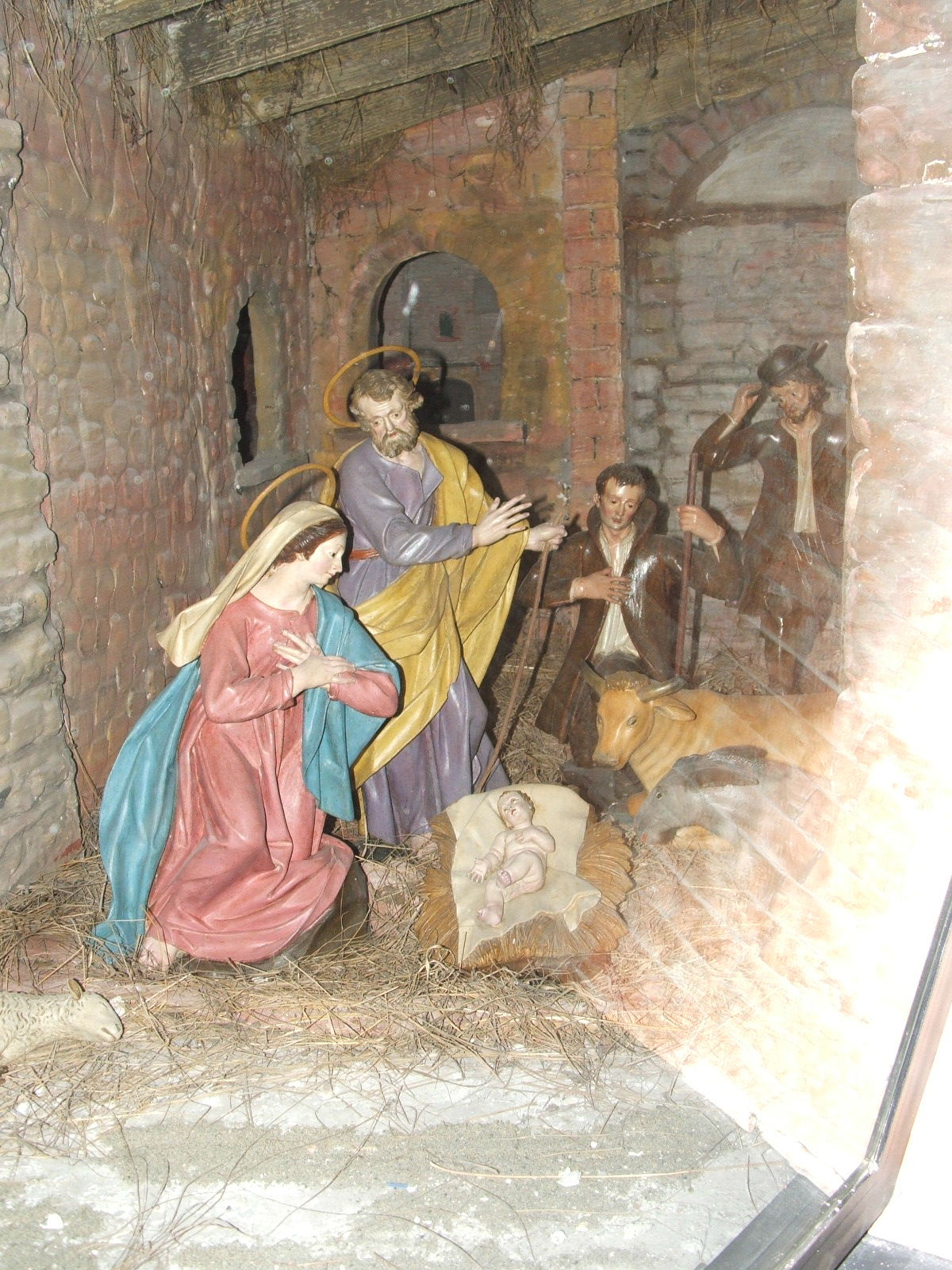
La Natività rappresentata al presepe del Santuario della Madonnetta di Genova

Il presepe genovese è, fra i molti delle varie città italiane, quello che - assieme al presepe napoletano ed a quello bolognese - gode di maggior prestigio vantando antiche e consolidate tradizioni, tanto da aver dato vita, nel Settecento, ad una vera e propria scuola.
A tale scuola è attribuito notevole valore, oltre che per l'antico radicamento sul territorio di numerose botteghe artigiane, nelle quali venivano realizzate le prime figurine per la sacra rappresentazione, soprattutto per la minuzia e la pregevolezza dei materiali usati (dal legno alla ceramica, ma, anche, alla carta adoperata per produrre raffinate sagome disegnate) con cui - soprattutto nel passato - venivano rifinite nei minimi particolari le statuine (vestimenti, particolari dei volti, ecc.) destinate a prendere vita sotto una rigorosa volta celeste.
Della rappresentazione della Natività di Gesù Cristo nel capoluogo ligure - spesso definita con il nome alternativo di presepio - si ha notizia a partire dal XVII secolo quando già era attiva a Santa Maria di Castello una Compagnia del Santo Presepio ed alcune figure in legno destinate alla chiesa di San Giorgio venivano commissionate all'intagliatore Matteo Castellino.
Dalle origini, per consolidare una tradizione che a Genova sarà ancora molto sentita nei secoli seguenti, occorrerà attendere però circa ancora un centinaio di anni: dal secolo dello splendore, il Settecento, la riproduzione della grotta di Betlemme con tutti i suoi protagonisti - attori di uno degli eventi più importanti della cristianità - non avviene più soltanto nelle chiese ma anche nelle case di patrizi e borghesi, dando vita, così, al moltiplicarsi delle botteghe artigiane specializzate nell'intaglio del legno.

## Scuola del Maragliano
Accanto alla semplice esposizione di statuine ed arredi riproducenti la terra di Palestina al tempo della nascita di Gesù, è fiorita nei secoli, a Genova, l'usanza di rallegrare le sere di vigilia del Natale con canti, poesiole e filastrocche sul tema. Uno studioso, padre Antonio Lucchetti, ha recuperato i testi di brevi recitazioni in dialetto genovese. Sulla base di una usanza molto antica, tali testi venivano recitati accanto al presepe fino a non molti decenni fa anche nelle case più povere. Si rifacevano presumibilmente ai sermoni di San Filippo Neri.
Molti fra i presepi genovesi rimangono allestiti, al giorno d'oggi, per tutta la durata dell'anno. Fra essi (ed è probabilmente il più attraente e rinomato di tutti) ve ne è uno, in particolare, organizzato a scena fissa ed impreziosito da statuine della scuola di Anton Maria Maragliano (1664-1739), la cui bottega fu tra le più rinomate nella produzione di figurine da presepe. È di ambientazione prevalentemente urbana e si trova nel Santuario di Nostra Signora di Carbonara, conosciuto come Santuario della Madonnetta.
Una considerevole collezione di statue originali del Maragliano (più di un centinaio) è conservata nel Museo del Presepe di Imperia Archiviato il 28 ottobre 2016 in Internet Archive..
Il presepe è articolato - su di un'area di circa cento metri quadrati - in cinque quadri, tre dei quali, in posizione centrale, sono ambientati - con grande resa scenografica - in una ideale Genova del Sei-Settecento. Vi si scorgono i tipici carrugi (o carruggi), oscura ragnatela di angusti vicoli che tutt'oggi costituisce la trama del centro storico genovese, uno fra i più estesi d'Europa. Gli altri due quadri, posti lateralmente, sono invece ambientati uno, quello a sinistra, nella campagna fuori le porte, verso la Valbisagno, e l'altro, quello alla destra, nella culla della cristianità: Gerusalemme.
Il significato - anche didascalico - dell'operazione scenografica dei curatori del presepe è piuttosto evidente, nella sua intenzione di unire - nella concezione religiosa e filosofica del messaggio cristiano - l'Oriente e l'Occidente, in una città - Genova, appunto - che molto ha mutuato, e molto mutua ancora, dalla cultura mediterranea che si espande dalle coste dell'Africa.

## Principali presepi genovesi
| «I genovesi non sono egoisti come qualcuno - sbagliando - sostiene. Abbiamo voluto metterti Genova attorno, Gesù bambino, perché queste pietre, queste torri, queste mura sono tenute insieme da un cemento fatto di fede ...» (da versi in dialetto genovese di Sandro Patrone, poeta) |

Nel 2005 il Comune ha inteso documentare con una serie di manifestazioni e con un prezioso libro (Presepi a Genova e nel genovesato) il rapporto fra la città e quella importante manifestazione di fede e costume assieme che è la tradizione del presepe.
In particolare, alla Galleria di Palazzo Rosso è stato allestito nell'ambito del "Natale in Strada Nuova"' (l'attuale Via Garibaldi, un tempo la Via Aurea) uno scenografico presepe arricchito da figure settecentesche appartenenti alle collezioni civiche e raccolte sulla base della tradizione tramandata dalla famiglia Brignole-Sale.

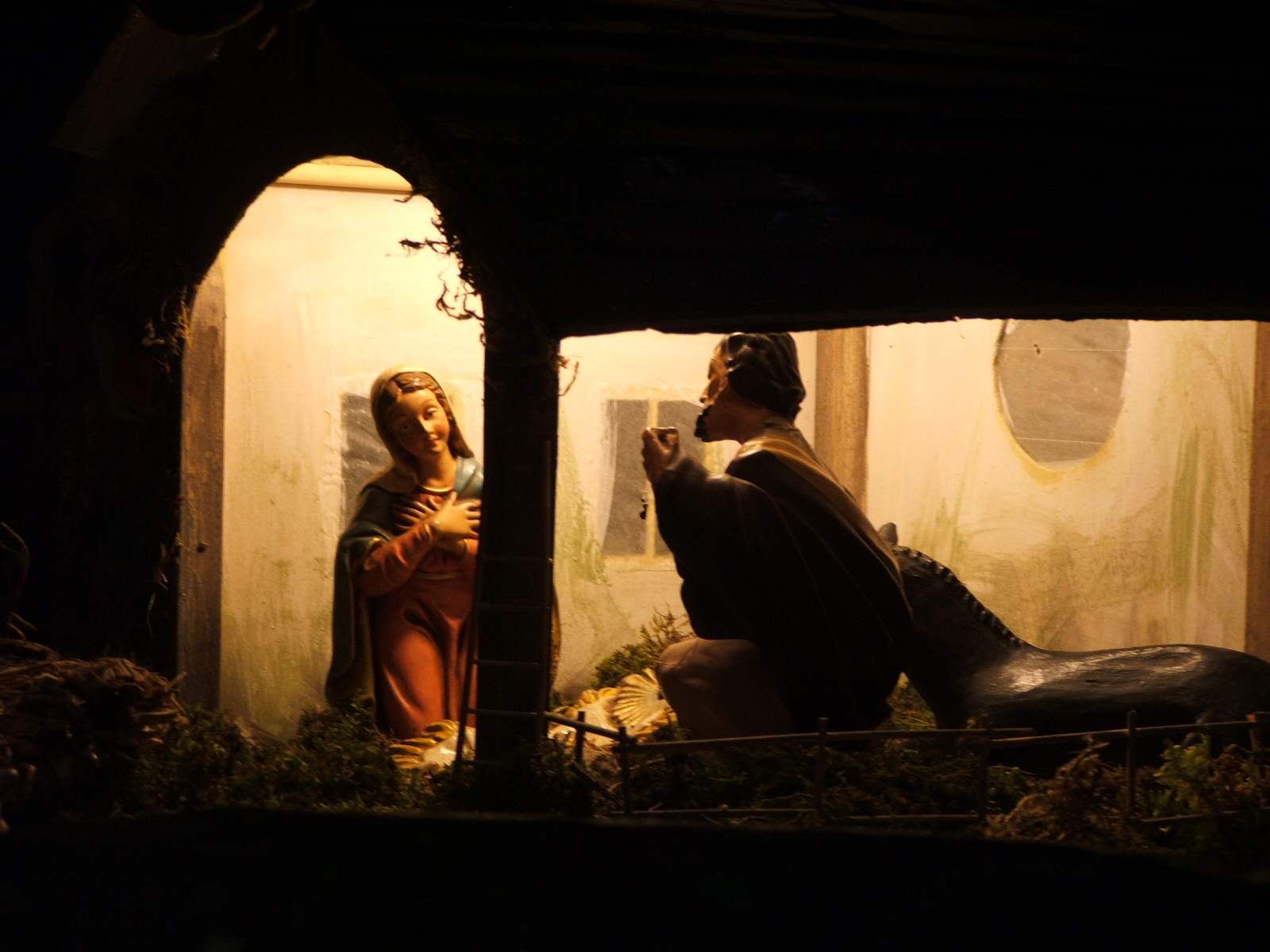
La rappresentazione della Natività nella chiesa di San Nicola da Tolentino a Genova

Fra gli altri presepi genovesi, di assoluto pregio sono, inoltre, quello della cattedrale di San Lorenzo (con l'importante gruppo marmoreo della natività) e quello della chiesa di Santa Caterina in Portoria (in cui una figura da mendicante, tipica del presepe genovese, spicca in suggestivo contrasto con lo sfarzo del corteo magnifico dei Re magi). Pregevoli sono pure le ricostruzioni scenografiche allestite nella chiesa intitolata a San Nicola da Tolentino, nel quartiere di Castelletto, poco distante dal centro cittadino, e sulle alture del Righi, nei conventi delle suore Clarisse (questo, in particolare, degno di nota per la ricostruzione minuziosa sulla base del presepe francescano di Greccio) e dei monaci Benedettini.
Degno di menzione è, anche, il presepe di un santuario fra i più cari ai genovesi, il Santuario della Madonna della Guardia (a Ceranesi): è completamente meccanizzato ed ha la particolarità di essere interamente allestito con noccioli di pèsca e gusci di noce.
Grande importanza, sul piano artistico, riveste anche il presepe del Santuario del Bambino Gesù di Praga, ad Arenzano, patria della ceramica non distante da Genova. Come quello della Guardia è aperto tutto l'anno.

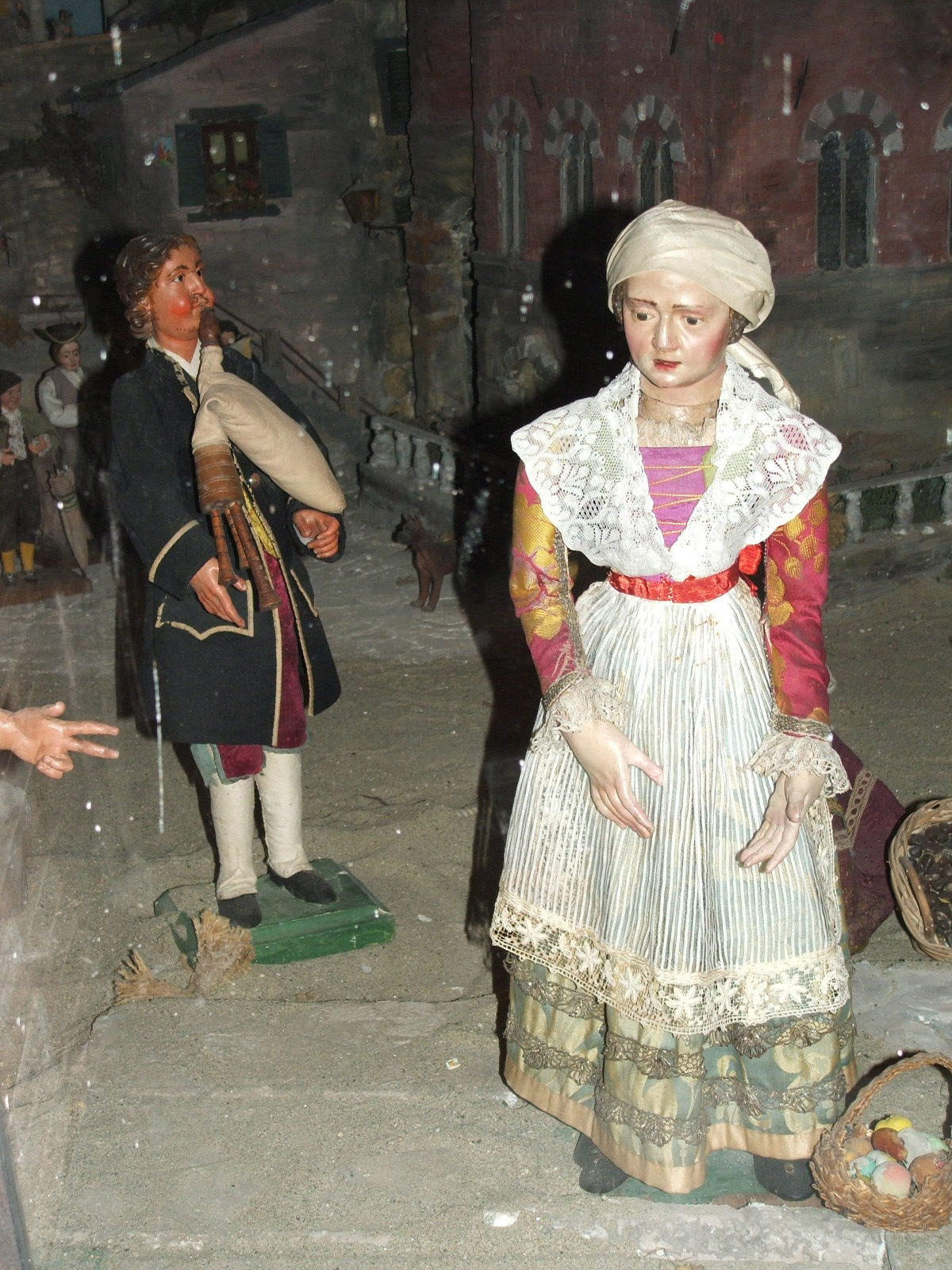
Statuine del presepe al Santuario della Madonnetta; molte di esse provengono dalla Scuola del Maragliano; gli abiti che indossano riproducono quelli in uso nella Genova del Sei-Settecento

È, questo, il più famoso presepe con statuine realizzate con questo materiale. Colui che lo ha realizzato, lo scultore Eliseo Salino, si è ispirato alle pregiate lavorazioni in ceramica della zona, sistemando le statuine all'interno di un itinerario millenario ed in modo tale da realizzare tre diversi scenari al centro dei quali sta la capanna, circondata da rustiche case colorate e corsi d'acqua: un primo scenario intende rappresentare la realtà al tempo della nascita di Gesù; un secondo replica il passato più recente appoggiandosi ai colori tipici della Liguria di un tempo; infine un terzo ed ultimo che riflette la vita contemporanea, con personaggi caratteristici del XX secolo.
Fra i moderni presepi sono poi da segnalare, fra quelli di particolare rilievo realizzati nel circondario, quello meccanizzato e scenografico di Crevari, presso Voltri (con tanto di laghetti e torrenti e cambio notte/giorno rispetto alle quattro stagioni), quello costruito nell'oratorio del quartiere di Fontanegli usando esclusivamente - tanto per le figure quanto per le strutture - foglie di granturco; quello ugualmente e totalmente meccanizzato allestito nel Museo Civico a Tubino di Masone (forte di una collezione di circa duecento statuine del XVII e XVIII secolo); quello di Pentema, frazione sulle alture di Torriglia, realizzato nelle antiche case e nei vicoli del paese, con figure a grandezza naturale rappresentanti gli antichi mestieri e vari momenti di vita quotidiana; e quello - realizzato in ardesia - allestito nell'oratorio di San Rocco, a Traso, presso Bargagli.
Tra i presepi più grandi ed ammirati del genovesato vi è anche quello allestito presso la Confraternita del Rosario in via alla Chiesa Plebana, a Nervi: su una superficie di 30 m². la scena della Natività è movimentata con suoni, movimentazioni e giochi d'acqua, in un ambiente tipico di montagna: l'alba, il giorno, il tramonto si alternano alla notte illuminata dalla luna. Il presepe dovuto all'impegno di Roberto Baldi e Maria Bevilacqua) è, eccetto che per le statuine, interamente fatto a mano con rametti e pietre di montagna e tutti i particolari sono resi in forma dettagliata a partire dall'angolo in cui è ricostruito il mercato, dove tutta la frutta è creata in pasta di mais.
Infine, a Finale Ligure (in provincia di Savona) richiama visitatori da ogni dove il presepe in stile genovese realizzato dai giardinieri del Comune che per l'occasione sfruttano l'arredo urbano.
Esiste inoltre il presepe di Ruta collocato nell'oratorio dietro alla Chiesa, qui oltre al presepe potete trovare anche alcuni animali: asino,bue, caprette e conigli.